# Haliclona inflata
Haliclona inflata är en svampdjursart som först beskrevs av Schmidt 1862.  Haliclona inflata ingår i släktet Haliclona och familjen Chalinidae.
Artens utbredningsområde är Adriatiska havet. Utöver nominatformen finns också underarten H. i. taurica.